# 타국 (드라마)
《타국》은 1977년 8월 29일부터 1977년 12월 17일까지 방송된 MBC 일일연속사극이다.

## 등장 인물

### 주요 인물
- 김윤경 : 하나코 역
- 오지명 : 심혜길 역 - 19세기 및 20세기 도예가 심수관의 손자이자 20세기 재일 한국인 도예가.
  - 이승현 : 어린 심혜길 역
  - 변희봉 : 젊은 시절의 심수관 역 - 심혜길의 할아버지.

### 16세기임진왜란및정유재란시대 관련 인물
- 최재호 : 윤기(1535~1606) 역 - 자는 백열·아호는 간보·본관은 남원. 1576년 식년시 문과 장원 급제 이후 공조좌랑·경기도 수원부사 역임.
- 김지영 : 청송 심씨 부인 역 - 윤기의 계배 부인.
- 장민호 : 심의원 역 - 윤기의 계배 장인. 윤기 계취 청송 심씨 부인의 친정아버지.
- 추석양 : 민경운 역 - 윤기의 초배 장인. 윤기 상배 초취 여흥 민씨 부인의 친정아버지.

### 심당길 선생의 직계 후손심수관도예가 가문
- 민지환 : 1대 심당길 역 - 심수관 집안의 직계 10대조 조상인 16세기 정유재란 시절 도예가.
- 김영옥 : 남원 윤씨 부인 역 - 16세기 및 17세기 도예가 심당길의 부인.
  - 김상순 : 2대 심당수 역 - 16세기 및 17세기 도예가 심당길의 아들.
    - 장인한 : 12대 심수관 역 - 20세기 재일 한국인 도예가 심혜길의 할아버지.
    - 변희봉 : 젊은 시절의 심수관 역 - 16세기 및 17세기 도예가 심당길의 후손 직계 10대손.
      - 최봉 : 13대 심정언 역 - 20세기 재일 한국인 도예가 심혜길의 아버지.
      - 남석훈 : 젊은 시절의 심정언 역 - 16세기 및 17세기 도예가 심당길의 후손 직계 11대손.
      - 김정훈 : 어린 시절의 심정언 역 - 19세기 및 20세기 도예가 심수관의 아들.
        - 오지명 : 14대 심혜길 역 - 심수관의 손자이자 20세기 재일 한국인 도예가.
        - 이승현 : 어린 심혜길 역 - 16세기 및 17세기 도예가 심당길의 후손 직계 12대손.
          - 황치훈 : 15대 심일휘 역 - 심혜길의 아들.

### 20세기 시대 심혜길 관련 주변 인물
- 장학수 : 우미사키(하나코의 큰오빠) 역
- 최은숙 : 하루하라(우미사키의 부인) 역
- 남능미 : 마사코(하나코의 언니) 역
- 김순철 : 다로(마사코의 남편) 역
- 장욱제 : 이치로(다로의 첫째 동생) 역
- 김무생 : 이치스케(다로의 둘째 동생) 역
- 박상조 : 도요모리(다로의 막내 동생) 역
- 최남현 : 나카오(마사코의 시아버지) 역
- 지계순 : 아사히로(마사코의 시어머니) 역

### 그 이외 20세기 시대 인물
- 김석옥 : 가네치요(나카오의 누이동생) 역
- 이영후 : 미쓰마쓰(나카오의 매제) 역
- 박광남 : 야스야마(나카오의 생질 조카) 역
- 김애경 : 하라누마(야스야마의 부인) 역
- 고설봉 : 기쿠노 상 역
- 강계식 : 마쓰타케 상 역
- 문회원 : 후미노부 역
- 박영지 : 도시모토 역